# Abbas Milani
Pour les articles homonymes, voir Milani.
Abbas Malekzadeh Milani (en persan: عباس ملکزاده میلانی; kurde: Ebbas Milani, né en 1949) est un historien irano américain et auteur. Il est professeur invité de sciences politiques et directeur du programme d'études iraniennes à l'Université de Stanford. Il est également chercheur et codirecteur du Projet de la démocratie en Iran à la Hoover Institution de l'université Stanford. Milani trouva des preuves que le modernisme persane remonte à il y a plus de 1000 ans.

## Biographie
Né dans une famille prospère en Iran et fut envoyé en Californie quand il avait seize ans, diplômé de l'Oakland « Technical High School » en 1966 après seulement une année d'études. Il obtint son BA en science politique et en économie de l'Université de Californie à Berkeley en 1970 et son doctorat en sciences politiques de l'Université d'Hawaii en 1974.
Avec sa petite amie Fereshteh, Milani retourna en Iran pour servir en tant que professeur adjoint de sciences politiques à l'Université nationale d'Iran de 1975 à 1977. Il donna des conférences sur des thèmes marxistes voilées dans la métaphore, mais fut emprisonné pendant un an en tant que prisonnier politique pour "activités contre le gouvernement».Il était un chercheur au Centre iranien de recherche sociale de 1977 à 1978. Il fut aussi professeur assistant de droit et de sciences politiques à l'Université de Téhéran et membre du conseil d'administration du Centre de l'Université de Téhéran pour les études internationales de 1979 à 1986, mais après la révolution iranienne, il n'était pas autorisé à publier ou enseigner. Avec son fils Hamid et son épouse Fereshteh, il quitta l'Iran en 1986. 
De retour en Californie, Milani a été nommé professeur d'histoire et de sciences politiques ainsi que président du département à l'Université Notre-Dame de Namur à Belmont, au sud de San Francisco. Il servit en tant que chercheur à l'Institut de hautes études internationales à l'Université de Berkeley. Milani devint chargée de recherche à la Hoover institution en 2001 et quitta Notre-Dame de Namur pour Stanford en 2002. 
Il est actuellement directeur de « Hamid et Christina Moghadam programme en études iraniennes » à l'Université Stanford. Il vit sur le campus avec sa seconde épouse, Jean Nyland qui est président du département de psychologie de Notre Dame de Namur.